# Okres Nowe Miasto
Okres Nowe Miasto (polsky Powiat nowomiejski) je okres v polském Varmijsko-mazurském vojvodství. Rozlohu má 695,01 km² a v roce 2019 zde žilo 43 822 obyvatel. Sídlem správy okresu je město Nowe Miasto Lubawskie.

## Gminy
Městská:
- Nowe Miasto Lubawskie

Vesnické:
- Biskupiec
- Grodziczno
- Kurzętnik
- Nowe Miasto Lubawskie

## Město
- Nowe Miasto Lubawskie

## Sousední okresy
| Růžice kompasu | Grudziądz | Iława             | Iława     | Růžice kompasu |
| Růžice kompasu | Grudziądz | Sever             | Działdowo | Růžice kompasu |
| Růžice kompasu | Grudziądz | Okres Nowe Miasto | Działdowo | Růžice kompasu |
| Růžice kompasu | Grudziądz | Jih               | Działdowo | Růžice kompasu |
| Růžice kompasu | Brodnica  | Brodnica          | Działdowo | Růžice kompasu |